# Hans van Duivendijk
Johannes (Hans) van Duivendijk (Zierikzee, 1934) is een Nederlands publicist, ingenieur en waterbouwkundige.

## Levensloop
Van Duivendijk groeide op in een familie van scheepsbouwers. Hoewel hij niet in de scheepsbouw is gaan werken, had hij als kind al belangstelling voor scheepswerven. Hij bezocht in zijn geboorteplaats het Zierikzees Lyceum, waar hij in 1952 zijn diploma hbs-b behaalde. Vervolgens studeerde hij weg- en waterbouwkunde aan de TU Delft, waar hij in 1958 zijn diploma civiel ingenieur behaalde. Tijdens zijn studie werd hij ingezet bij de sluiting van de doorbraken in 1953 van Schelphoek en het Dijkwater. Zijn afstudeerscriptie ging over een alternatief dwarsprofiel voor de Grevelingendam. Hierna vervulde hij zijn militaire dienst. Tot slot volgde hij nog postacademische cursussen.
Van Duivendijk begon in 1960 zijn loopbaan als ingenieur bij Van Hasselt en de Koning (tegenwoordig Royal HaskoningDHV). Hij deed onderzoek op het gebied van rioolwaterzuiveringsinstallaties en stedenbouwkunde. Hij leidde de afsluiting van een aantal zeegaten in verschillende landen, alsmede de aanleg van dammen in rivieren Na zijn pensionering werd hij zelfstandig raadgevend ingenieur. Daarnaast was hij 22 jaar lang Associate Professor aan de Technische Universiteit Delft op het gebied van energiewaterbouw. In 2016 publiceerde hij zijn boek Het liefst eigen baas, waarin hij vertelt over over de relatie tussen zijn familie en de scheepsbouw.
In 2024 is hij op bijna 90-jarige leeftijd gepromoveerd op het proefschrift Fighting Against the Current - Restoring dike breaches and closing tidal channels by simple means - from past to present.

## Publicaties
- 1968 - Het negende congres van de International Commission on Large Dams
- 1970 - Sluiting van een stroomgat in Ghana
- 1971 - Sporen van Zeeuwse invloed in Essequibo
- 1977 - Het afsluiten van getijgeulen in Bangladesh
- 1982 - Geïrrigeerde Rijstpolders in de Delta van de Tana-rivier, Kenya
- 1982 - Waterkrachtwerken in midden- en benedenloop van rivieren
- 1985 - Water als vriend en vijand in Bangladesh
- 1986 - Afsluiting van de Rivier de Feni in 1985
- 1987 - Afsluiting van getijrivieren bij laaglandontwikkeling
- 1989 - Energiewaterbouwkunde
- 1990 - Rampen met Stuwdammen
- 1991 - De olieprijs bepaalt de kracht van waterkracht
- 1995 - Waterbouwkunde opnieuw een uitdaging
- 1999 - Ontwerp en bouw van de Jamunabrug
- 2000 - Een Nederlands Watermerk op het culturele erfgoed van de Europese Unie
- 2016 - Het liefst eigen baas
- 2024 - Fighting Against the Current: Restoring dike breaches and closing tidal channels by simple means - from past to present, PhD thesis

## Onderscheidingen
- 1985 - ONRI Wimpel
- 1999 - Overseas Premium
- 2010 - Ridder in de Orde van Oranje-Nassau
- 2013 - Vriend van het jaar